# SPYDER

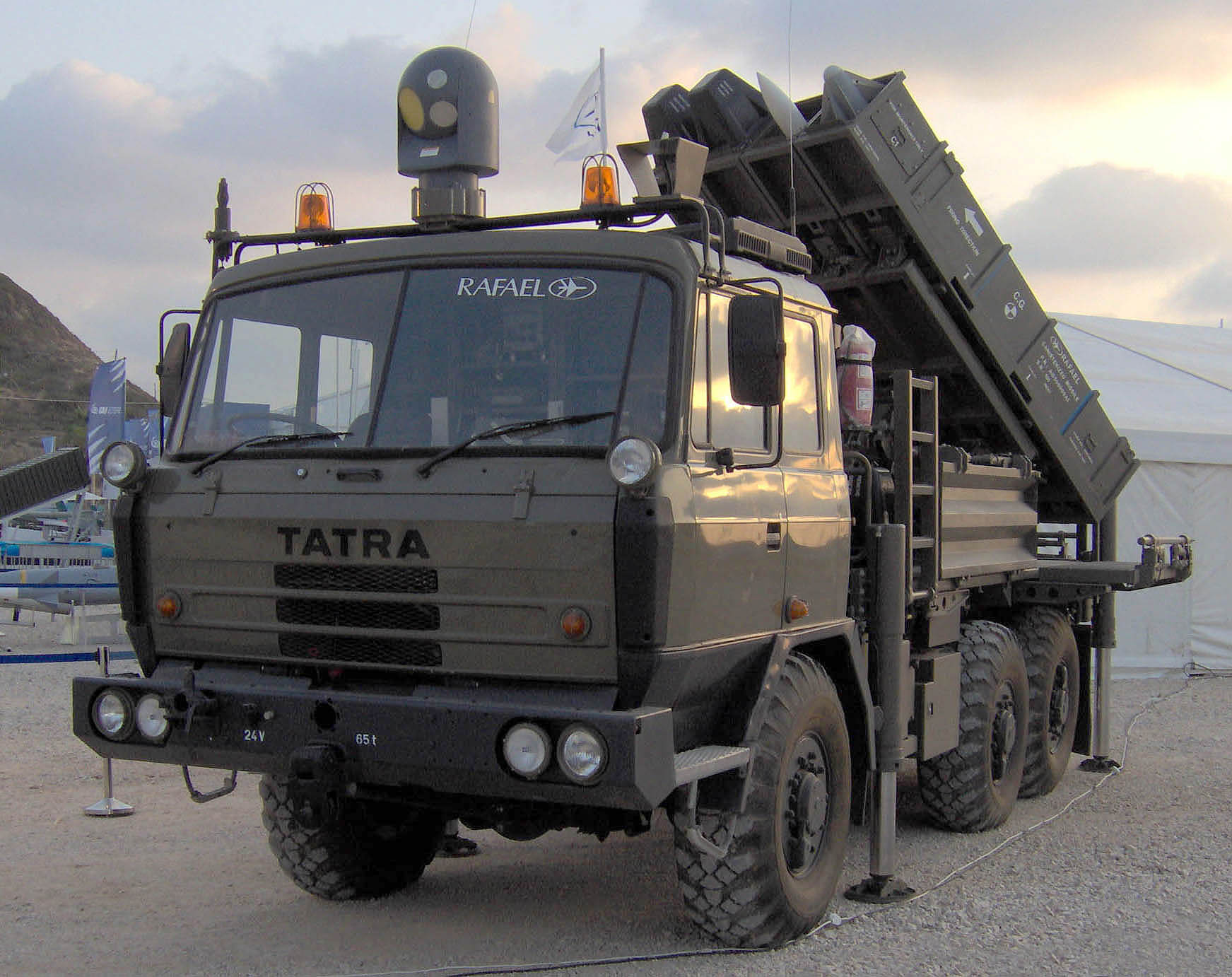
Пускова установка SPYDER

SPYDER (Surface-to-air PYthon and DERby) — зенітно-ракетний комплекс виробництва компанії RAFAEL (Ізраїль).

## Характеристики
У цей час розроблена модифікація комплексу малої дальності SPYDER-SR з дальністю ураження від 1 до 20 км, та висотою від 20 м до 9 км.
Типова батарея SPYDER-SR складається з одного командного пункту зі станцією виявлення, шести пускових установок з чотирма ракетами Pyton5 та Derby кожна (по дві на кожній пусковій), заряджаючої машини та машини технічного обслуговування.
У 2006 році прийнятий на озброєння Індійської армії, як заміна комплексу «Оса-АКМ» радянського виробництва.

## Оператори
- Індія[1]
- В'єтнам[1]